# Vinica (kommun)
Vinica (makedonska: Виница) är en kommun i Nordmakedonien. Den ligger i den östra delen av landet, 100 km öster om huvudstaden Skopje. Antalet invånare är 19 521.
Följande samhällen finns i Vinica:
- Vinica
- Blatec
- Dragobrašte